# Renato Barros
Renato Cosme Vieira de Barros (Rio de Janeiro, 27 de setembro de 1943 — Rio de Janeiro, 28 de julho de 2020), conhecido por Renato Barros, foi um cantor, compositor e guitarrista brasileiro.
Foi vocalista, guitarrista e fundador do grupo musical Renato e Seus Blue Caps.
Entre suas composições, está a música "Devolva-me", gravada inicialmente pela dupla Leno e Lílian e sucesso na regravação com Adriana Calcanhotto.
Foi incluído na lista 30 maiores ícones brasileiros da guitarra e do violão (Categoria: "Muito Além do Rock") da revista Rolling Stone Brasil, em 2012.

## Morte
Morreu no dia 28 de julho de 2020 no Rio de Janeiro, aos 76 anos, de infecção pulmonar.